# Rodriguezia lanceolata
Rodriguezia lanceolata — эпифитное травянистое симподиальное растение семейства Орхидные.

## Синонимы
- Rodriguezia secunda Kunth in F.W.H.von Humboldt, A.J.A.Bonpland & C.S.Kunth, 1816
- Pleurothallis coccinea Hook., 1824
- Burlingtonia rosea Rand, 1894
- Rodriguezia secunda var. panamensis Schltr., 1922

## Этимология
Род назван в честь Э. Родригеса — испанского врача и ботаника.
Вид не имеет устоявшегося русского названия, в русскоязычных источниках обычно используется научное название Rodriguezia lanceolata или его синоним Rodriguezia secunda (Родригезия односторонняя).

## Биологическое описание

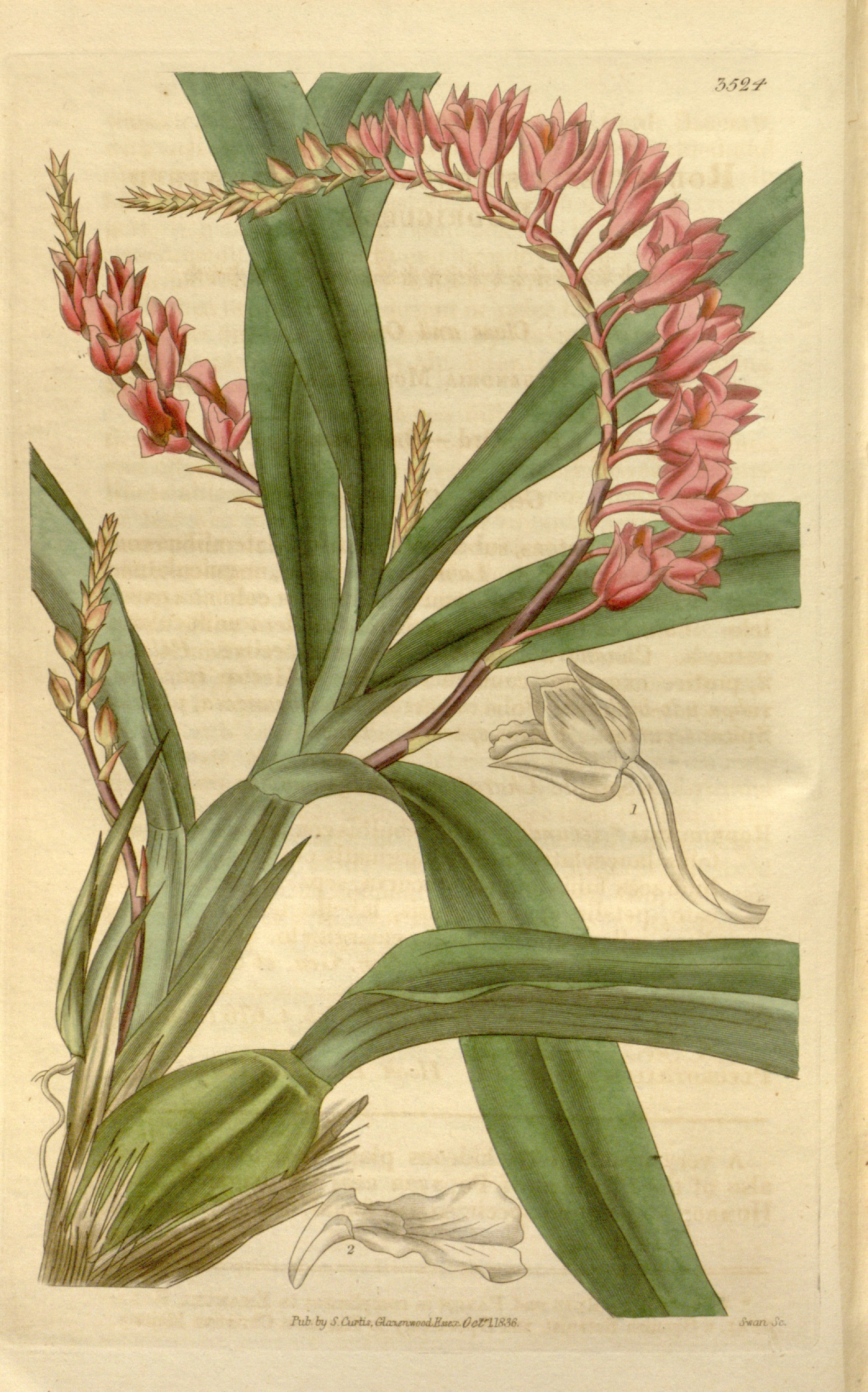
Rodriguezia lanceolata
Ботаническая иллюстрация из книги Engraving by Joseph Swan «Curtis’s botanical magazine». 1836 г.

Псевдобульбы удлиненно-эллиптические, сплюснутые, высотой 2-3 см, диаметром до 1,5 см. 

Листья кожистые, жесткие, удлиненно-ланцетные длиной до 20 см, шириной 3 см. 

Корни многочисленные, частично воздушные, покрыты веламеном. 

Цветонос до 35 см длиной, прямостоячее или дугообразное. На молодых псевдобульбах ежегодно формируется от 1 до 5 соцветий.
Цветки интенсивного розового или малинового цвета, диаметром до 2,5 см. Губа продолговато-обратнояйцевидная, цельная, с волнистым краем, глубоковыямчатая на верхушке, длиной до 1 см, шириной до 0,5 см, ноготок сросшийся с основанием колонки. 
Колонка почти цилиндрическая с расширяющейся верхушкой.

## Ареал, экологические особенности
Тринидад, Панама, Колумбия, Эквадор, Перу, Венесуэла, Суринам, Гайана, Французская Гвиана, Бразилия. 

Эпифит в тропических лесах на высотах от 0 до 1500 метров над уровнем моря.
Входит в Приложение II Конвенции CITES. Цель Конвенции состоит в том, чтобы гарантировать, что международная торговля дикими животными и растениями не создаёт угрозы их выживанию.

## В культуре
Температурная группа — тёплая. 

Яркий рассеянный свет, 10-15 кЛк. Субстрат всегда должен быть слегка влажным. Избыток воды вызывает грибковые заболевания и бактериозы. 

Выраженного периода покоя не имеет.

Посадка производится в горшок, корзинку для эпифитов или на крупный блок. Из-за «ступенчатого» роста наиболее удобна посадка на блок. При посадке в горшки или корзинки в качестве субстрата используют кусочки коры хвойных деревьев средней фракции в смеси со сфагнумом. Пересадка по мере разложения субстрата. 

Цветёт в разное время, часто несколько раз в год. Продолжительность цветения 2 месяца.

## Иллюстрации

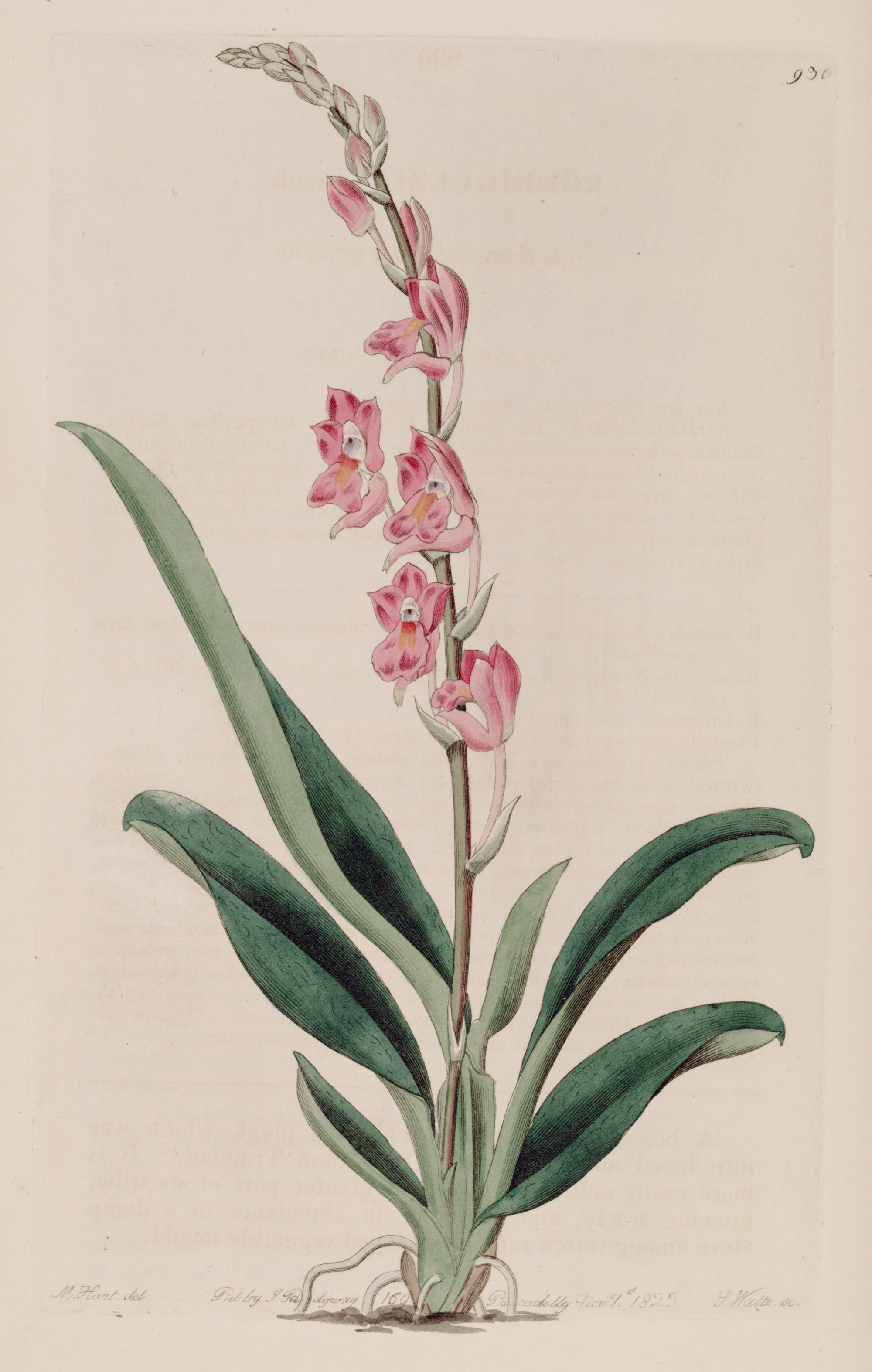
Rodriguezia lanceolata из книги The botanical register vol. 11 pl. 830, 1825 г.
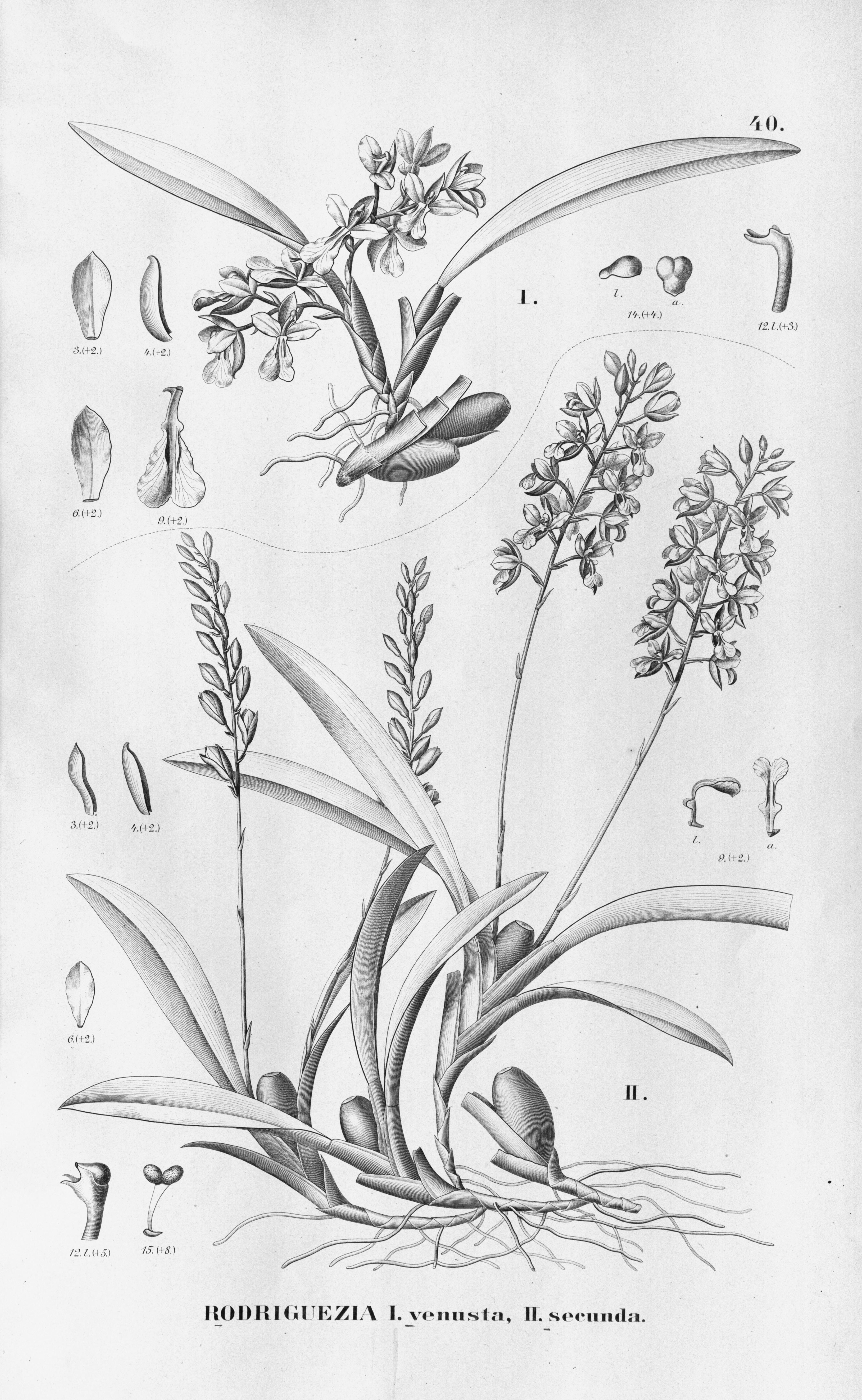
Rodriguezia lanceolata из книги Flora Brasiliensis vol. 3 pt. 6 tab. 40, 1904-1906 г.